# SHISHAMO 2
『SHISHAMO 2』（シシャモ に）は、SHISHAMOの2枚目のオリジナル・アルバム。2015年3月4日にGOOD CREATORS RECORDS / FAITH MUSIC ENTERTAINMENT INC.から発売された。

## 概要
- 前作『SHISHAMO』から約1年4ヶ月ぶりのオリジナル・アルバム。松本脱退後、初めてリリースされたアルバムで、「君と夏フェス」「彼女の日曜日」は松岡がベースを弾いて録り直したもの、「量産型彼氏」「きみと話せないのは」は宮崎がベースを弾いているもの（2ndシングルの音源）が収録されている[3]。
- 購入者特典として、タワーレコードではB2ポスター、その他対象店舗ではポストカードが付けられた[4]。
- 本作を引っ提げ、SHISHAMO ワンマンツアー2015春「さよなら、僕のともだちと花の季節」が2015年4月4日から6月13日まで行われた[5]。
- メンバー監修によるバンドスコアブックの 『バンド・スコア　SHISHAMO 「SHISHAMO 2」』が2015年8月22日に発売された[6]。

## 収録曲
| 全作曲: 宮崎朝子、全編曲: SHISHAMO。 |                        |            |            |      |
| #                                    | タイトル               | 作詞       | 作曲・編曲 | 時間 |
| 1.                                   | 「僕、実は」           | 吉川美冴貴 | 宮崎朝子   | 3:21 |
| 2.                                   | 「きみと話せないのは」 | 宮崎朝子   | 宮崎朝子   | 4:28 |
| 3.                                   | 「彼女の日曜日」       | 宮崎朝子   | 宮崎朝子   | 3:52 |
| 4.                                   | 「ともだち」           | 宮崎朝子   | 宮崎朝子   | 4:23 |
| 5.                                   | 「君と夏フェス」       | 宮崎朝子   | 宮崎朝子   | 3:45 |
| 6.                                   | 「量産型彼氏」         | 宮崎朝子   | 宮崎朝子   | 4:37 |
| 7.                                   | 「恋愛休暇」           | 宮崎朝子   | 宮崎朝子   | 4:06 |
| 8.                                   | 「昼夜逆転」           | 宮崎朝子   | 宮崎朝子   | 4:01 |
| 9.                                   | 「デートプラン」       | 宮崎朝子   | 宮崎朝子   | 3:33 |
| 10.                                  | 「花」                 | 宮崎朝子   | 宮崎朝子   | 4:01 |
| 11.                                  | 「さよならの季節」     | 宮崎朝子   | 宮崎朝子   | 5:46 |
| 合計時間:                            | 合計時間:              | 合計時間:  | 45:59      |      |

## 楽曲解説
1. 僕、実は
  - 「僕に彼女ができたんだ」（『SHISHAMO』に収録）の続編として作った曲だと作詞を手掛けた吉川が解説しており、歌詞の世界につながりがある[7][8]。吉川は、自分ではBメロのつもりで書いた部分が宮崎が曲をつけるとサビになっていたので驚いたという[3][9]。
  - 2015年2月4日、FM802『ROCK KIDS 802-OCHIKEN Goes ON!!-』でラジオ初オンエアされ[10]、ミュージック・ビデオが公開された。フカツマサカズが監督を務め、メンバーの演奏シーンをモノクロで収めた映像となっている[5]。この作品は「僕に彼女ができたんだ」のミュージック・ビデオのオマージュにもなっており、ワンカットで撮影された[7][11]。
2. きみと話せないのは
  - 2ndシングル「量産型彼氏」のカップリング曲。
3. 彼女の日曜日
  - 1stシングル「君と夏フェス」のカップリング曲。
4. ともだち
  - 友情の曲を書きたい、と思い制作した曲。宮崎は友達と呼べる人が1人しかいなかったため、結果的にその人に宛てた作品になったという[8][12]。
  - 2015年2月19日、cross fm『Challenge ラヂヲ』でラジオ初オンエアされた[13]。
5. 君と夏フェス
  - 1stシングル。
  - テレビ東京系『JAPAN COUNTDOWN』の2014年8月度エンディングテーマ[14]。
  - ナカバヤシ『ロジカル・エアーノート』「君の前進篇」のCMソング[15]。
6. 量産型彼氏
  - 2ndシングル。
  - TOKYO MX『夏木スタイル One of Love』の2014年11月度エンディングテーマ[16]。
7. 恋愛休暇
  - 「デートプラン」の歌詞の世界とつながりがある曲で、デートが終わった後の虚無感が歌われている[7]。SHISAHMOはストーリー性のある曲が多いが、この曲は物語に収めることのできないような、もやっとした気持ちが描かれている[8]。
  - 前のツアーでの演奏順が「量産型彼氏」の後が「恋愛休暇」と決まっていたため、アルバムでもこの並びで収録されることになった[3]。
8. 昼夜逆転
  - 片想いで相手のことを考えるあまり、夜更かしをしてしまう女の子の曲。コーラスで宮崎の声を12個重ねて入れている[7]。
9. デートプラン
  - 「恋愛休暇」の歌詞の世界とつながりがある曲。年上の人に恋をしていて、デートを夢見ている女の子が主人公[7]。
  - ライブでは音源化の前から演奏されており、ベースから始まる曲のため毎回緊張すると松岡が話している[7][8]。
10. 花
  - 一緒に住んでいた男の子が、花屋の女の子に恋をして、いなくなってしまうという物語が描かれた曲[7]。歌詞や曲調などを全体的に春っぽい雰囲気で仕上げたと解説されている[3]。
11. さよならの季節
  - 本作のリード曲。『卒業制作』に収録された「第3ボタン」に書ききれなかった思いを今一度形にするために作った、「第3ボタン」の改訂版のような曲だと宮崎が説明している[8]。
  - 2015年2月6日、 J-WAVE『TOKYO REAL-EYES』でラジオ初オンエアされた[10]。
  - 2015年2月27日にミュージック・ビデオが公開された。「君と夏フェス」に続き上原実矩が主演を務め[17]、中山龍也、飯村未侑が出演している[18]。ビデオのロケ地は栃木県・旧足利西高校で、ファンクラブ「ししゃモバ」の有料会員の中で募集がかけられ、集まった人がエキストラとして参加している[19]。
  - 2020年3月16日、TBS系『CDTVスペシャル！卒業ソング音楽祭2020』に出演した際にテレビ初披露された[20]。

## 参加ミュージシャン

### SHISHAMO
- 宮崎朝子：Guitar, Vocal, Bass (#-2・#-6)
- 松岡彩：Bass
- 吉川美冴貴：Drums